# Lukov (okres Teplice)
Obec Lukov se nachází v okrese Teplice, kraj Ústecký. Žije zde 133 obyvatel. Obec Lukov se skládá ze dvou osad – Lukova a Štěpánova.

## Název
Jméno Lukov vzniklo asi z příjmení Luk a to z appelativu luk (něm. Bogen, lat. arcus), nebo z luk s významem „česnek“. Možná povstalo z osobního jména Luka, které bylo odvozeno od Lukáš, resp. z latinského Lucas, a znamenalo „Lukův“, či „Lukášův“. Zde tedy dvůr.

## Historie
Z počátku měla každá ze vsí jiné osudy, teprve od počátku 16. století sdílejí dějiny lobkovického panství Bílina.

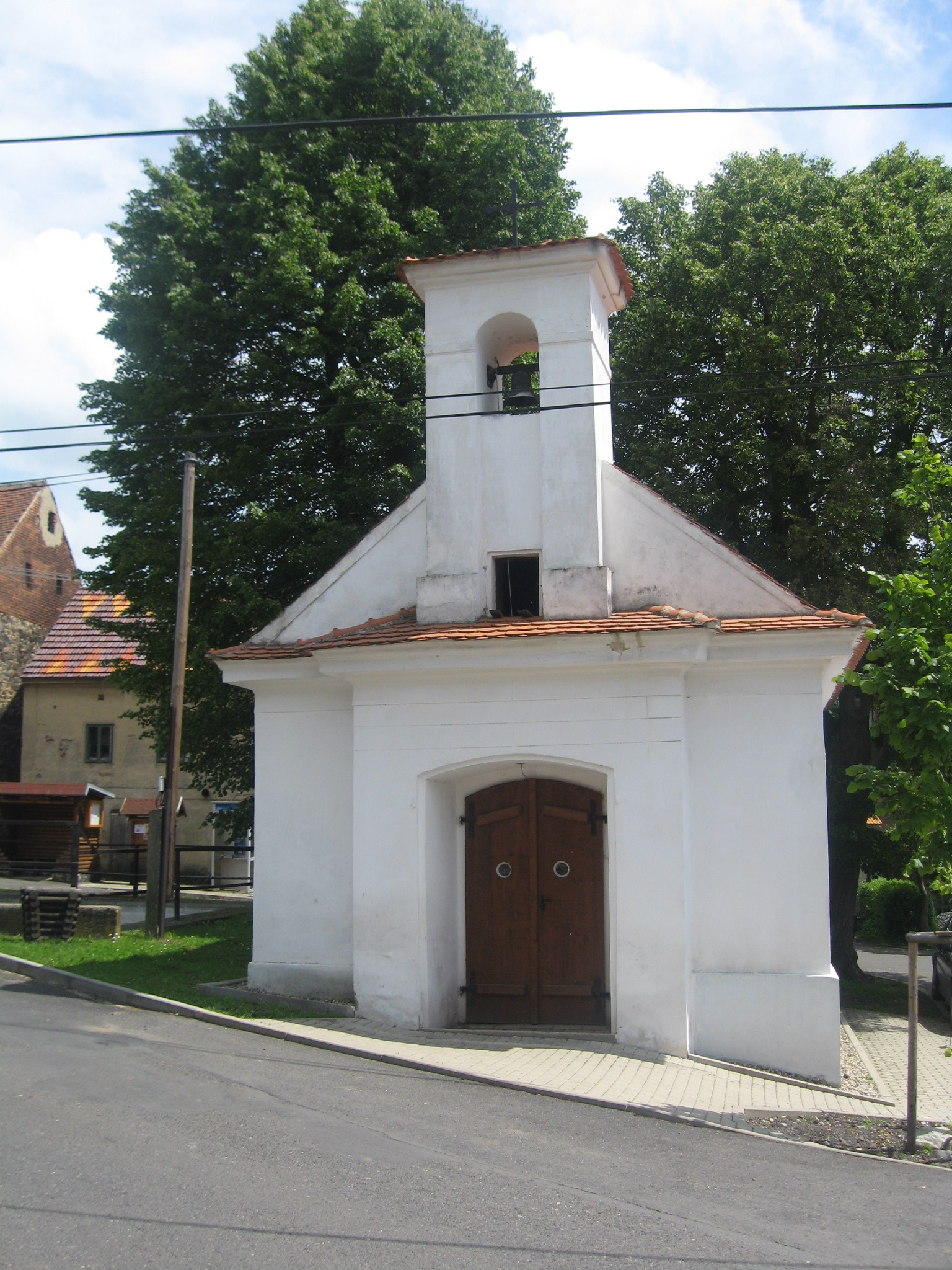
Průčelí kaple sv. Antonína Paduánského na lukovské návsi

První písemná zmínka o Lukovu v je z roku 1378, kdy bratři Maněk a Boreš z Lukova uplatnili své patronátní právo k farnímu kostelu sv. Vavřince v Mirošovicích. Tvrz v Lukově se poprvé uvádí v roce 1496, kdy zde žil Petr Lukovský z Truzenic. V uvedeném roce na zdejší tvrzi a vsi pojistil věno své manželky Barbory z Harasova. Barbora přežila jak svého manžela, tak i syna Jana a v roce 1510 prodala Lukov Děpoltovi z Lobkovic, který ves a již zpustlou tvrz s poplužním dvorem připojil ke svému panství Bílina. Od té doby byly vsi Lukov a Štěpánov součástí bílinského panství pánů, pak hrabat a nakonec knížat z Lobkovic. Když se Eleonora Kateřina Karolína (1685–1720), dcera Václava Ferdinanda z Lobkovic, jako universální dědička panství Bílina, vdala (1703) za Filipa Hyacinta z Lobkovic, bylo její dědictví připojeno k majetkům roudnických Lobkoviců a zůstalo tak až do konce patrimoniální správy v roce 1850.

## Obyvatelstvo
Při sčítání lidu v roce 1921 zde žilo 172 obyvatel (z toho 85 mužů), z nichž bylo šest Čechoslováků, 165 Němců a jeden cizinec. Až na dva evangelíky se hlásili k římskokatolické církvi. Podle sčítání lidu z roku 1930 měla vesnice 174 obyvatel: tři Čechoslováky a 171 Němců. S výjimkou dvou lidí bez vyznání byli římskými katolíky.
|                                                         | 1869 | 1880 | 1890 | 1900 | 1910 | 1921 | 1930 | 1950 | 1961 | 1970 | 1980 | 1991 | 2001 | 2011 | 2021 |
| ------------------------------------------------------- | ---- | ---- | ---- | ---- | ---- | ---- | ---- | ---- | ---- | ---- | ---- | ---- | ---- | ---- | ---- |
| Obyvatelé                                               | 134  | 167  | 157  | 174  | 171  | 172  | 174  | 86   | 58   | 69   | 87   | 66   | 68   | 63   | 68   |
| Domy                                                    | 30   | 33   | 34   | 34   | 32   | 33   | 36   | 33   | 31   | 18   | 18   | 24   | 17   | 22   | 21   |
| Data z roku 1961 zahrnují i domy místní části Štěpánov. |      |      |      |      |      |      |      |      |      |      |      |      |      |      |      |

## Obecní správa
Mezi lety 1869–1910 Lukov patřil jako osada obce k Radovesicím. Mezi lety 1921–1980 byl obcí v okrese Duchcov (1921–1930), poté okres Bílina (1950) a později v okrese Teplice. Od 1. července 1980 do 31. prosince 1991 patřil jako část obce k Hrobčicím a od 1. ledna 1992 je opět samostatnou obcí.

### Části obce
- Lukov
- Štěpánov

### Obecní symboly
Znak a vlajka byly obci uděleny rozhodnutím předsedy Poslanecké sněmovny Parlamentu České republiky dne 15. listopadu 2005.

## Pamětihodnosti
- Kaple sv. Antonína Paduánského. Kaple stojí v obci na návsi pod lipou. V průčelní věžičce se nachází zvon.
- Hradiště štítarské kultury nad Štěpánovem, archeologické naleziště